# Sabine Appelmans
Sabine Appelmans (Aalst, 1972. április 22. –) belga teniszezőnő. 1988-ban kezdte profi pályafutását, hét egyéni és négy páros WTA-torna győztese. Legjobb egyéni világranglista-helyezése tizenhatodik volt, ezt 1997 novemberében érte el.

## Eredményei Grand Slam-tornákon

### Egyéniben
| Torna           | 2001   | 2000   | 1999   | 1998   | 1997   | 1996   | 1995   | 1994   | 1993   | 1992   | 1991   | 1990   | 1989 | 1988   |
| --------------- | ------ | ------ | ------ | ------ | ------ | ------ | ------ | ------ | ------ | ------ | ------ | ------ | ---- | ------ |
| Australian Open | 2. kör | 3. kör | 3. kör | 1. kör | 1/4D   | 4. kör | 3. kör | 3. kör | 1. kör | 1. kör | 4. kör | 3. kör | -    | -      |
| Roland Garros   | -      | 1. kör | 1. kör | 1. kör | 1. kör | 3. kör | 3. kör | 2. kör | 2. kör | 2. kör | 4. kör | 1. kör | -    | 2. kör |
| Wimbledon       | -      | 4. kör | 2. kör | 3. kör | 4. kör | 4. kör | 1. kör | 1. kör | 3. kör | 2. kör | 1. kör | -      | -    | -      |
| US Open         | -      | 1. kör | 4. kör | -      | 1. kör | 1. kör | 3. kör | 1. kör | 2. kör | 4. kör | 1. kör | 3. kör | -    | -      |

## Év végi világranglista-helyezései
| Év       | 1987 | 1988 | 1989 | 1990 | 1991 | 1992 | 1993 | 1994 | 1995 | 1996 | 1997 | 1998 | 1999 | 2000 |
| Helyezés | 277. | 215. | 149. | 22.  | 18.  | 26.  | 36.  | 27.  | 31.  | 21.  | 16.  | 49.  | 30.  | 50.  |